# 972
972 (CMLXXII) var ett skottår som började en måndag i den julianska kalendern.

## Händelser

### Okänt datum
- Genom Otto II:s giftermål med Theophano uppstår en förbindelse mellan det tyska och det bysantinska riket.

## Födda
- 27 mars – Robert II, kung av Frankrike 996–1031.
- Gregorius V, född Bruno av Kärnten, påve 996–999.

## Avlidna
- 6 september – Johannes XIII, född Giovanni Crescenzi, påve sedan 965.